# Politi- og strafferetligt samarbejde
Det politi- og strafferetlige samarbejde er inden for den Europæiske Union tredje søjle i søjlestrukturen, baseret på det oprindelige retlige og indre anliggender. 

## Historie
Retlige og indre anliggender var navnet på 3. søjle, da den første gang så dagens lys i Maastricht-traktaten. Samarbejdet dækkede dengang over visumpolitik, asyl- og indvandringspolitik samt grænsekontrol, civilretligt samarbejde samt det politi- og strafferetlige samarbejde i EU. 
I forbindelse med Amsterdam-traktaten blev nogle af arbejdsområderne integreret i første søjle. 
Med Lissabon-traktaten blev søjlestrukturen afskaffet og hele RIA-samarbejdet blev overstatsligt. Det retslige samarbejde indgik herefter i Det europæiske område for frihed, sikkerhed og retfærdighed.